# Ludwik z Miśni
Ludwik z Miśni (ur. 25 lutego 1341, zm. 17 lutego 1382) – biskup Halberstadt w latach 1357–1366, biskup Bambergu w latach 1366–1373, arcybiskup Moguncji i książę-elektor Rzeszy w latach 1373–1381, arcybiskup Magdeburga od 1381 r.

## Życiorys
Ludwik pochodził z dynastii Wettinów, był synem margrabiego Miśni i landgrafa Turyngii Fryderyka II Poważnego oraz Matyldy, córki cesarza Ludwika IV Bawarskiego. Po wczesnej śmierci ojca (Ludwik był jeszcze dzieckiem) przeznaczony do stanu duchownego. Już w 1352 r. został kanonikiem w Moguncji, w 1354 r. w Magdeburgu. W 1357 r. papież Innocenty VI mianował go biskupem Halberstadt. Zarówno on, jak i jego bracia, podejmowali starania w celu objęcia przezeń stanowiska arcybiskupa Magdeburga, jednak w 1361 r. ulegli cesarzowi Karolowi IV Luksemburskiemu wysuwającemu innego kandydata. W 1366 r. papież Urban V nadał mu bogate biskupstwo Bambergu. W 1371 r., gdy doszło do rozłamu pomiędzy braćmi Ludwika a cesarzem Karolem, ten opowiedział się po stronie swych braci. Dopiero w końcu 1372 r. doszło między stronami konfliktu do ugody a Ludwik i jego bracia stali się bliskimi współpracownikami cesarza.
Z tego powodu w 1373 r. Karol Luksemburski zadecydował o forowaniu Ludwika na opróżnione stanowisko arcybiskupa Moguncji, mimo iż kapituła wybrała na arcybiskupa Adolfa z Nassau. Celem cesarza było zapewnienie w ten sposób głosu elektorskiego – związanego z tą funkcją – podczas zamierzonej elekcji swojego syna Wacława Luksemburskiego na króla Niemiec. Także bracia Ludwika widzieli w tym doskonałą okazję dla wzmocnienia pozycji politycznej Miśni i Turyngii wobec swych przeciwników. Dzięki wstawiennictwu cesarskiemu uznał go na tym stanowisku w 1374 r. także papież Grzegorz XI. Mimo jednak wsparcia cesarza i papieża, Ludwik nie zdołał opanować księstwa arcybiskupiego, gdzie rządy sprawował jego konkurent Adolf, sprzymierzony z przeciwnikami landgrafów turyńskich. Podczas walk spustoszone zostały Turyngia i Miśnia. Ludwik, chociaż nie opanował Moguncji, został jednak uznany przez pozostałych członków kolegium elektorskiego i w 1376 r. poprowadził elekcję na króla niemieckiego Wacława Luksemburskiego, oddając na niego – zgodnie z oczekiwaniem cesarza – swój głos.
Odtąd jednak poparcie cesarskie dla Ludwika zmalało. Co prawda papież nadal starał się, by mógł objąć swój urząd, ale już wkrótce doszło do zbliżenia nowo wybranego króla Wacława z konkurentem Ludwika Adolfem, a po śmierci papieża Grzegorza XI także jego następca Urban VI wyraził wolę uznania Adolfa jako arcybiskupa Moguncji (a papież awinioński Klemens VII uznał Adolfa w 1379 r.). Odtąd Ludwik poszukiwał nowej funkcji, m.in. starając się o biskupstwo Cambrai i stanowisko tytularnego patriarchy jerozolimskiego. W 1381 r. doszło do ugody między Ludwikiem i jego braćmi a Wacławem, na mocy której jako arcybiskup moguncki uznany został Adolf z Nassau, a Ludwik jako odszkodowanie otrzymał stanowisko arcybiskupa Magdeburga wraz z tytułem patriarchy Antiochii. Zmarł kilka miesięcy później wskutek nieszczęśliwego upadku.